# Oleg Grigorjewitsch Makarow
Oleg Grigorjewitsch Makarow (russisch Олег Григорьевич Макаров, wiss. Transliteration Oleg Grigor'evič Makarov; * 6. Januar 1933 in Udomlja, Sowjetunion; † 28. Mai 2003 in Moskau, Russische Föderation) war ein sowjetischer Ingenieur und Kosmonaut. Er überlebte den ersten Abbruch eines bemannten Raketenstarts.

## Raumfahrertätigkeit

### OKB-1
Nachdem Oleg Makarow sein Studium des Ingenieurwesens an der „Moskauer Staatlichen Technischen N.E. Bauman-Universität“ 1957 abschloss, ging er als Konstrukteur an das Experimental-Konstruktionsbüro OKB-1, in dem unter Leitung von Sergei Koroljow Satelliten und Raumschiffe entworfen und gefertigt wurden. Makarow war dabei an der Entwicklung des Wostok-Raumschiffs beteiligt.

### Woschod
Für den Flug von Woschod 1 sollten erstmals nicht nur Piloten als Kosmonauten zum Einsatz kommen, sondern auch Wissenschaftler und Ingenieure. Makarow gehörte zu den sechs Ingenieuren des OKB-1, die in die engere Wahl kamen, doch schließlich ging der Raumflug an Konstantin Feoktistow.

### Frühe Sojus-Flüge
Koroljows Nachfolger, Wassili Mischin, setzte durch, dass seine Ingenieure zu vollwertigen Kosmonauten ausgebildet werden sollten. Makarow gehörte dabei zur ersten Auswahlgruppe des Zentralen Konstruktionsbüro für Experimentalen Maschinenbau, wie das OKB-1 nun hieß.
Die Auswahl erfolgte am 23. Mai 1966, und schon im Sommer 1966 war Makarow als Bordingenieur für einen der ersten bemannten Flüge des neuen Sojus-Raumschiffs im Gespräch, außerdem wurde er ab Dezember 1966 als Bordingenieur für eine bemannte Mondumrundung im Rahmen des sowjetischen bemannten Mondprogramms ausgebildet. Zeitweise bildet er eine Mannschaft zusammen mit Alexei Leonow, zeitweise mit Pawel Popowitsch. Nach der amerikanischen Mondlandung mit Apollo 11 wurde das sowjetische Mondprogramm abgesagt, man konzentrierte sich danach auf Raumstationen in erdnaher Umlaufbahn.

### Kontakt
Im Juni 1971 wurde Makarow zusammen mit Wassili Lasarew für einen Sojusflug nominiert, der in der Erdumlaufbahn mit einem anderen Sojusraumschiff koppeln sollte, um das Rendezvous- und Dockingsystem Kontakt zu testen. Der Flug hätte Anfang 1972 stattfinden sollen, wurde aber nach dem Unglück von Sojus 11 abgesetzt.

### Saljut 2
Makarow wurde danach für eine Langzeitmission an Bord einer Raumstation ausgebildet. Er war als Ersatzmannschaft für Sojus 12 und als Mannschaft für Sojus 13 vorgesehen, die beide an Bord der Raumstation Saljut 2 arbeiten sollten, die jedoch beim Start am 29. Juli 1972 explodierte.
Auch für die nächste Raumstation war Makarow vorgesehen, doch auch dieser Start am 11. Mai 1973 schlug fehl, und die Raumstation stürzte nach wenigen Tagen ab. Sie erhielt die Bezeichnung Kosmos 557.

### Sojus 12
Schließlich wurden Makarow und sein Kommandant Lasarew einem Sojus-Soloflug zugeteilt, bei dem keine Raumstation angeflogen werden sollte. Makarow und Lasarew starteten mit Sojus 12 am 27. September 1973 und landeten schon zwei Tage später. Neben der Überprüfung des Raumschiffes erfolgten spektroskopische Untersuchungen der Erde.

### Saljut 4/Sojus 18-1
Anschließend trainierte Makarow zusammen mit Lasarew für einen Aufenthalt an Bord der Raumstation Saljut 4, die am 26. Dezember 1974 gestartet worden war. Wieder bildeten beide die Reservemannschaft für den ersten Aufenthalt mit Sojus 17 und wurden danach als Hauptmannschaft für den zweiten Aufenthalt an Bord von Saljut 4 mit dem Raumschiff Sojus 18 (Sojus 18-1) berufen.
Der Start von Makarow und Lasarew erfolgte am 5. April 1975. Bei der Zündung der dritten Stufe der Sojus-Trägerrakete in etwa 192 km Höhe hatte sich aber die zweite Stufe noch nicht gelöst, so dass die Rakete vom Kurs abwich. Der Start wurde abgebrochen und die Rückkehrkapsel landete im Altai, wobei Makarow und Lasarew Belastungen von über 20 g ertragen mussten. Da der Flug abgebrochen wurde, erhielt er keine offizielle Nummer (Sojus 18), sondern wird meist mit Sojus 18-1 oder Sojus 18-A bezeichnet. Das Raumschiff gelangte zwar nicht in den Orbit, absolvierte aber ungeplant den bisher weitesten bemannten suborbitalen Flug über eine Entfernung von 1.574 km mit einer Dauer von 21 min.

### Saljut 6
Die nächste Möglichkeit für einen Raumflug ergab sich für Makarow bei der Station Saljut 6, die am 29. September 1977 gestartet wurde. Er war für die Reservemannschaft von Sojus 26 als Bordingenieur vorgesehen, der ersten Besuchsmannschaft einer Raumstation.
Geplant war, die erste Hauptmannschaft mit einem neuen Raumschiff zu versorgen, und mit deren Startraumschiff zur Erde zurückzukehren, um so Aufenthalte an Bord der Station zu ermöglichen, deren Dauer die maximale Flugtauglichkeit der Raumschiffe überstieg.
Das Dockingmanöver der Mannschaft von Sojus 25, Wladimir Kowaljonok und Waleri Rjumin, mit Saljut 6 gelang nicht. Das Raumschiff musste am 11. Oktober 1977 wieder zur Erde zurückkehren, so dass der geplante Austauschflug ebenfalls abgesagt wurde.
Daraufhin startete Sojus 26 mit Juri Romanenko und Georgi Michailowitsch Gretschko, welche nun die erste Langzeitbesatzung von Saljut 6 bildeten.
Makarow stieg beim geplanten Austauschflug von der Ersatzmannschaft zur Hauptmannschaft auf und startete zusammen mit Wladimir Dschanibekow am 10. Januar 1978 in Sojus 27. Zusammen mit Saljut 6 und Sojus 26 bildeten sie das erste Objekt, das aus drei getrennt gestarteten Raumflugkörpern bestand. Makarow und Dschanibekow blieben fünf Tage an Bord der Station und kehrten mit Sojus 26 zurück. Dabei wurde zum ersten Mal ein Raumschiff im All von einer Mannschaft ausgetauscht.

### Sojus T
Anschließend wurde Makarow als Bordingenieur des neuen Raumschiffs Sojus T ausgebildet. Er gehörte zur Ersatzmannschaft von Sojus T-2, dem ersten bemannten Flug dieser Serie, der im Juni 1980 stattfand.
Gemeinsam mit dem Kommandanten Leonid Kisim und dem Forschungskosmonauten Gennadi Strekalow startete Makarow am 27. November 1980 an Bord von Sojus T-3. Es war der erste Flug mit drei Kosmonauten an Bord eines Sojus-Raumschiffes seit dem Unglück mit Sojus 11 im Jahre 1971. Beginnend mit Sojus 12, damals ebenfalls mit Makarow an Bord, waren die folgenden Sojus-Raumschiffe nur noch mit zwei Kosmonauten bemannt worden.
Die Mannschaft dockte an die Station Saljut 6 an, die zu dieser Zeit ohne Langzeit-Besatzung war, und arbeitete dort elf Tage. 
Dies war Makarows letzter Flug und der erste, welcher ohne Absagen im Vorfeld ablief.

## Nach der Raumfahrtkarriere
Makarow studierte zwischenzeitlich wieder Ingenieurwesen an der „Moskauer Staatlichen Technischen N.E. Bauman-Universität“, die er 1980 mit dem Grad eines Kandidaten der technischen Wissenschaften verließ. Nachdem er am 4. April 1986 aus dem Kosmonautenkorps ausschied, wurde Makarow stellvertretender Leiter des Komplexes 19 der NPO Energija. Dort war er an der Entwicklung der Mir beteiligt und in das Buran-Programm involviert. 2000 stieg er in eine leitende Stellung des Komplexes 31 beim selben Unternehmen auf. Oleg Makarow starb am 28. Mai 2003 in Moskau an den Folgen eines Herzinfarktes.
Makarow war verheiratet und hatte zwei Kinder.

## Auszeichnungen
Oleg Makarow wurde zweimal mit dem Titel Held der Sowjetunion und viermal mit dem Leninorden ausgezeichnet.

## Belege
- Kurzbiografie auf spacefacts.de
- Oleg Grigorjewitsch Makarow in der Encyclopedia Astronautica (englisch)

| Personendaten    | Personendaten                        |
| ---------------- | ------------------------------------ |
| NAME             | Makarow, Oleg Grigorjewitsch         |
| ALTERNATIVNAMEN  | Макаров, Олег Григорьевич (russisch) |
| KURZBESCHREIBUNG | sowjetischer Ingenieur und Kosmonaut |
| GEBURTSDATUM     | 6. Januar 1933                       |
| GEBURTSORT       | Udomlja, Sowjetunion                 |
| STERBEDATUM      | 28. Mai 2003                         |
| STERBEORT        | Moskau, Russland                     |